# Li Hongzhi
Li Hongzhi (chinês: 李洪志, pinyin: Lǐ Hóngzhì) é o fundador da prática de cultivo que tem como princípios: Zhen Shan Ren - Verdade, Compaixão e Tolerância, conhecida mundialmente como Falun Gong (ou Falun Dafa).
Li Hongzhi começou transmitir seus conhecimentos em 13 de maio de 1992 em Changchun, e em 1995 começou a ensinar também em outros países. Em 1998 passou a morar definitivamente nos Estados Unidos.
O movimento Falun Gong ganhou bastante popularidade na década de 1990.

## Infância e juventude
Há relatos concorrentes sobre a vida de Li, que vieram à tona antes e depois do início da supressão ao Falun Gong, em julho de 1999. Há muito pouca informação aferida sobre os seus primeiros anos de infância e juventude. Os relatos de defensores e detratores de Li divergem significativamente e devem, portanto, ser compreendidos no contexto dos propósitos políticos e espirituais para os quais as diferentes narrativas foram desenvolvidas.

### Hagiografia
Uma biografia não oficial, de autoria do jornalista Zhu Huiguang, apareceu no livro Zhongguo Falun Gong – uma das primeiras publicações de Li. Uma segunda biografia, hagiográfica oficial, de autoria da Sociedade de Pesquisa Falun Dafa apareceu nas primeiras edições do texto principal do Falun Gong, Zhuan Falun. Essas biografias focalizaram o desenvolvimento espiritual de Li e contém somente informações mínimas sobre as suas atividades comuns no trabalho ou sua vida familiar. O estilo e o conteúdo dessas biografias seguem o padrão tradicional das biografias religiosas na China. Como Benjamin Penny escreveu, "assim como no caso dos seus precursores [na história chinesa], esta biografia busca estabelecer uma genealogia da figura [em questão] cuja vida é registada visando apoiar a ortodoxia da sua doutrina". Ambas as biografias foram omitidas de edições posteriores dos livros do Falun Gong. Sobre essas omissões, Li explicou que ele não quis que as pessoas focalizassem sua própria história ou circunstâncias.
Essas biografias afirmam que Li nasceu em 13 de maio de 1951, na cidade de Gongzhuling, província de Jilin. O primeiro relato, de Zhu Huiguang, afirmou que a família de Li vivia em meio à pobreza, com sua mãe ganhando um salário (mensal) de apenas 30 yuans. Nesta edição, Li foi descrito como alguém que desenvolveu um "espírito de suportar dificuldades e o trabalho duro" enquanto ajudava os pais a cuidar de seus irmãos mais novos. A segunda versão, oficial, enfatizava a condição social ordinária da família de Li, afirmando que ele pertencia a uma “família comum”.
Ambas as biografias atribuem a Li virtudes inatas de compaixão e disciplina. A biografia oficial se concentra em relatar a linhagem dos mestres budistas e taoístas que, segundo o próprio Li, forneceram a ele instruções desde a infância. Aos quatro anos, Li teria sido treinado por Quan Jue, o Décimo Herdeiro da Grande Lei da Escola Buda. Aos oito anos, teria alcançado a “Suprema Grande Lei” e desenvolvido poderes sobrenaturais, incluindo invisibilidade, levitação, etc. De acordo com estes relatos, o Mestre Quan o deixou aos doze anos para ser substituído pelo mestre taoísta Baji Zhenren. Baji teria iniciado Li nas artes marciais e outras habilidades físicas.
Um terceiro Mestre teria chegado em 1972.  Zhendaozi (literalmente, "Verdadeiro Taoista"), pertencia a “Escola do Grande Caminho” e veio das Montanhas Changbai, próximas à fronteira norte-coreana. Ao contrário dos outros tutores espirituais de Li, o Zhendaozi usava trajes comuns, e ensinou Li o caminho do cultivo interno por meio do Qigong, enfatizando a elevação do xinxing (ou seja, do caráter moral da mente e do coração). Neste período, reporta-se que a formação de Li acontecia principalmente “na calada da noite”, devido ao ambiente político da Revolução Cultural.
A versão de Zhu Haiguang da biografia observa que Li se recusara peremptoriamente a participar das campanhas da Revolução Cultural, jamais tendo se juntado à Guarda Vermelha ou outras organizações comunistas.
Em 1974 Li teria passado a receber instruções de uma Mestra da Escola Buda. A biografia indica que, após o treinamento com esses quatro Mestres, a "potência energética de Li atingiu um nível muito alto”. O seu desenvolvimento pessoal teria chegado ao topo por volta desta época. De acordo com a biografia, a esta altura Li era capaz de "ver a verdade do universo, incluindo muitas maravilhas do passado remoto, a origem, o desenvolvimento e o futuro da humanidade".
Em 1982, Li se mudou para a cidade de Changchun onde passou a exercer "emprego civil". Depreende-se disso que seu trabalho anterior acontecia na esfera militar. Em algum momento, na década de 1980, Li se casou e teve uma filha.
Em 1984, Li começou a sintetizar os ensinamentos recebidos naquilo que se tornaria o Falun Dafa. A disciplina não era exatamente a mesma que havia sido transmitida a ele, pois os sistemas em que Li fora instruído não eram adequados para serem transmitido em grande escala. Li começou a observar os métodos de ensino de outros mestres de qigong e em 1989 tinha finalizado seu próprio sistema (inicialmente apresentado como Falun Gong). Nos três anos seguintes, até 1992, Li teria testado o seu sistema com um pequeno grupo de estudantes.
As edições do livro Falun Gong, publicadas após 1999, não contêm mais as biografias de Li. Essas mudanças refletiram sua escolha de se retirar das vistas do público. Desde 2000, Li raramente aparece em público. A sua presença se faz quase inteiramente por meio eletrônico e de publicações nos sites do Falun Gong. A biografia de Li Hongzhi foi removida dos sites do Falun Gong algum tempo depois de 2001.

### Detalhes publicados pelo governo chinês
O governo chinês começou a publicar biografias de Li Hongzhi depois que a supressão de Falun Gong começou, em julho de 1999. Como tal, detalhes sobre a vida de Li publicados na China podem ser entendidos como parte da campanha publicitária do governo contra o Falun Gong. O objetivo dessas publicações era “demonstrar que Li Hongzhi era [uma pessoa] completamente comum, e que suas reivindicações acerca de habilidades e experiências excepcionais eram fraudulentas".
De acordo com a versão do governo chinês, Li Hongzhi nasceu em 7 ou 27 de julho de 1952, e se chamava Li Lai. Como prova dessa alegação, as autoridades citaram Pan Yufang, uma parteira que afirmou ter realizado o parto de Li em julho de 1952. O relato de Pan incluiu a afirmação de que ela teria usado ocitocina para auxiliar o nascimento. Fontes do Falun Gong argumentaram, mais tarde, que a alegação de Pan, quanto ao uso de ocitocina, compromete a veracidade do seu relato, tendo em vista a ocitocina só foi sintetizada no ano seguinte. A biografia fornecida pelo governo reporta ainda que os pais de Li teriam se divorciado enquanto ele era criança, e que Li e seus irmãos permaneceram com a mãe. Em 1955 teriam se mudado para Changchun.
Diz-se que Li frequentou o ensino fundamental e médio, em Changchun, entre 1960 e 1970. Como ocorreu com a maioria das crianças em idade escolar na China, nesta época, a educação formal de Li foi interrompida pela Revolução Cultural. Desde então Li não frequentou a escola, mas teria completando o ensino médio por meio de cursos por correspondência na década de 1980. A biografia provida pelo governo chinês enfatiza repetidamente que Li não cursou ensino superior e era um estudante sem distinção, notável apenas por tocar trompete.
Depois de conseguir seu diploma de ensino médio, em 1970, Li teria trabalhado em "uma série de empregos ordinários". Conforme a biografia, entre 1970 e 1972, Li trabalhou em uma fazenda de cavalos do exército; de 1972 a 1978, foi trompetista em uma unidade de polícia florestal, na província de Jilin, e posteriormente trabalhou como escriturário na empresa de Compras de Grãos e Petróleo em Changchun. Ex-colegas de classe e colegas de trabalho citados na biografia governamental enfatizam repetidamente que Li não mostrava quaisquer talentos notáveis, que nunca o viram praticando qigong, e que não tinham conhecimento dos mestres budistas e taoístas com quem Li alegou ter estudado.
A biografia governamental inclui ainda desmentidos quanto às habilidades extraordinárias de Li Hongzhi. Os desmentidos provêm de um grupo de ex-praticantes, entre os primeiros adeptos do Falun Gong, em Changchun. Entre outras coisas, o grupo afirma que Li jamais desenvolveu poderes sobrenaturais durante a juventude. Praticantes do Falun Gong enviaram refutações detalhadas dessas alegações aos ministérios do governo chinês. Segundo eles, o grupo em questão ficou decepcionado depois que, no final de 1994, Li estabeleceu regras de conduta para os instrutores em locais de prática, incluindo a proibição de cobrança de taxas. O grupo teria abandonado a prática do Falun Gong e passado a enviar aos ministérios do governo uma série de acusações contra Li. Após a supressão do Falun Gong, em 1999, as autoridades chinesas ignoraram as refutações dos praticantes e republicaram todas essas acusações, ponto a ponto.
Sobre a confiabilidade da biografia governamental, um analista da Freedom House fez a seguinte declaração, em audiência da Comissão Executiva sobre a China, do Congresso dos EUA (CECC), em 2012: “Hoje, cidadãos chineses que praticam Falun Gong vivem sob constante ameaça de sequestro e tortura. O nome da prática, do seu fundador e uma ampla variedade de termos relacionados estão entre os mais censurados na internet chinesa. Qualquer menção na mídia estatal ou por diplomatas chineses é inevitavelmente baseada em rótulos difamatórios”.

### Controvérsia sobre a data de nascimento
Em setembro de 1994, Li pediu alteração da sua data de nascimento nos registros governamentais, de 7 de julho de 1952 para 13 de maio de 1951. Segundo Li, assim como em outros casos de equívocos comuns nos procedimentos burocráticos da Revolução Cultural, a data do seu nascimento havia sido registrada erroneamente e ele estava apenas corrigindo-a. Embora os registros do governo originalmente apresentassem a data 7 de julho de 1952, as reportagens governamentais algumas vezes apresentaram a data de 27 de julho.
O mesmo grupo de ex-praticantes mencionado anteriormente alegou, no final de 1994, que a data de nascimento de Li esteve correta o tempo todo, e que Li quis apenas fazê-la coincidir com a data de nascimento do histórico Buda Sakyamuni (13 de maio de 1951 caiu no 8º dia da quarta lua do calendário lunar, data da celebração do aniversário de Sakyamuni). Esta acusação foi repetida mais tarde pelas autoridades chinesas. Li qualificou a acusação como “difamação” e afirmou: "Eu nunca disse que sou Sakyamuni. Eu sou apenas um homem muito comum”. Retomando o assunto em uma de suas conferencias nos Estados Unidos, Li disse: "Eu não sou Jesus e eu não sou Sakyamuni, mas o Fa criou milhões e milhões de Jesuses e Sakyamunis que têm a coragem de trilhar o caminho da Verdade, que têm a coragem de arriscar suas vidas por causa da Verdade, e que têm a coragem de dedicar suas vidas a salvar seres sencientes" (Ensinando os Fa na Conferência de Washington, D.C. Fa, 22 de julho de 2002 Li Hongzhi).
Dois pontos que apoiam a versão de Li são que erros burocráticos desse tipo eram comuns durante a Revolução Cultural, e que a nova data nunca foi usada em qualquer reivindicação promocional ou para reforçar a autoridade espiritual de Li. Fontes do Falun Gong notam ainda que, a fim de mudar com sucesso os registros do governo, Li teria que ter oferecido evidências corroborando o nascimento em 13 de maio de 1951.

## Publicações
- Falun Gong. Considered an introductory exposition of the principles of Falun Gong and the traditional Chinese concept of cultivation practice, along with descriptions of the exercises of Falun Gong. First published in April 1993.
- Nine Day Lectures on Falun Dafa. From 1992 to 1994, Li Hongzhi presented his teachings across China, the contents of which were ultimately edited and compiled into the book Zhuan Falun. The teachings entailed a one to two hour lecture on each of 8 to 10 consecutive days. Exercise instruction was offered thereafter. The final of these lecture series, delivered in Guangzhou, China, in 1994, were recorded live and they form a central part of Falun Gong's teachings.
- Zhuan Falun-Turning the Law Wheel. Considered the central and most comprehensive exposition of the teachings of Falun Gong. First published in January 1995.
- Hong Yin - Grand Verses. A collection of short poems written by Li, often touching upon issues pertinent to the traditional Chinese concept of cultivation practice.
- Lectures and Writings. Transcripts of Lectures delivered by Li and articles periodically published by him also form a central part of Falun Gong's teachings.